# Gråstrupig minivett
Gråstrupig minivett (Pericrocotus solaris) är en asiatisk fågel i familjen gråfåglar inom ordningen tättingar.

## Kännetecken

### Utseende
Gråstrupig minivett är en 17-19 cm lång grå och röd (hane) eller grå och gul (hona) fågel. Hanen är grå på hakan och örontäckarna, mörkare skiffergrå ovansida och orangeröd undersida, övergump, vingpanel och stjärtsidor. Honan är gul där hanen är röd samt har karakteristiskt för arten grå panna, vitaktig haka och vita strupsidor.

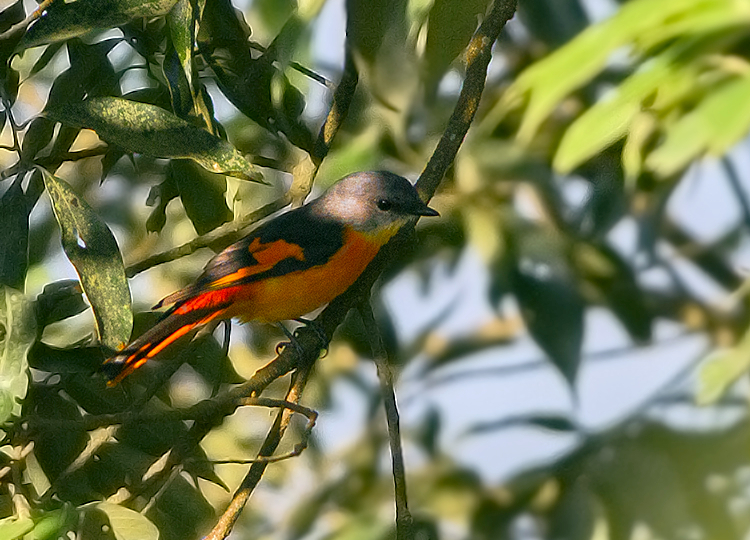
Hane.

Fåglar tillhörande montanus-gruppen (av vissa ansedd som egen art, se nedan) har mycket mörkare grå strupe samt avvikande, snabbare läten.

### Läten
Lätet är ett tunt, upprepat "tswee-seet" eller "swirrririt". Under födosök hörs mjuka "trip" och "trii-ii".

## Utbredning och systematik
Gråstrupig minivett delas in i åtta underarter med följande utbredning:
- solaris-gruppen
  - Pericrocotus solaris solaris – förekommer i östra Himalaya (Nepal till nordvästra Myanmar)
  - Pericrocotus solaris rubrolimbatus – förekommer i södra Burma och norra Thailand
  - Pericrocotus solaris montpellieri – förekommer i sydvästra Kina (nordvästra och centrala Yunnan)
  - Pericrocotus solaris griseogularis – förekommer från sydöstra Kina till norra Indokina och Taiwan
  - Pericrocotus solaris deignani – förekommer i södra Vietnam (Langbianplatån)
- Pericrocotus solaris nassovicus – förekommer i bergstrakter i sydöstra Thailand och västra Kambodja
- montanus-gruppen
  - Pericrocotus solaris montanus – förekommer i bergstrakter på Malackahalvön och västra Sumatra
  - Pericrocotus solaris cinereigula – förekommer i bergstrakter på norra Borneo

Sedan 2016 urskiljer Birdlife International och naturvårdsunionen IUCN montanus och cinereigula som den egna arten Pericrocotus montanus.

## Levnadssätt
Gråstrupig minivett hittas i städsegrön lövskog, skogsbryn och ibland tallskog på mellan 300 och 2195 meters höjd. Den ses vanligen i små ljudliga grupper, ofta i sällskap med andra fågelarter, på jakt efter små ryggradslösa djur, bland annat bevingade termiter.

### Häckning
Fågeln häckar mellan februari och april. Den bygger ett litet och prydligt skålformat bo som den placerar ovanpå en gren, 13,7 meter över marken eller högre. Däri lägger den tre blekgröna ägg med små ljust rostfärgade fläckar.

## Status
IUCN bedömer hotstatus för underartsgrupperna (eller arterna) var för sig, båda som livskraftiga.